# تیم ملی فوتبال زنان لسوتو
تیم ملی فوتبال زنان لسوتو با لقب مهلالیتوه (به معنی «گل‌های زیبا») نماینده کشور لسوتو در مسابقات بین‌المللی فوتبال زنان است. این تیم زیر نظر اتحادیه فوتبال لسوتو (LeFA) فعالیت می‌کند و عمدتاً در رقابت‌های منطقه‌ایِ اتحادیه فوتبال جنوب آفریقا  شرکت می‌کند. در سال‌های اخیر پیشرفت‌هایی در سطح بازی این تیم دیده شده‌است.